# Ojós
Ojós é um município da Espanha na província e comunidade autónoma de Múrcia. Tem 45,3 km² de área e em 2021 tinha 495 habitantes (densidade: 10,9 hab./km²).

## Demografia
| Variação demográfica do município entre 1991 e 2004 | Variação demográfica do município entre 1991 e 2004 | Variação demográfica do município entre 1991 e 2004 | Variação demográfica do município entre 1991 e 2004 |
| --------------------------------------------------- | --------------------------------------------------- | --------------------------------------------------- | --------------------------------------------------- |
| 1991                                                | 1996                                                | 2001                                                | 2004                                                |
| 678                                                 | 608                                                 | 579                                                 | 601                                                 |